# Gội một lá chét
Gội một lá chét (danh pháp khoa học: Aglaia simplicifolia) là một loài thực vật thuộc họ Meliaceae. Loài này có ở Brunei, Ấn Độ, Indonesia, Lào, Malaysia, và Thái Lan.